# العلاقات العراقية الليبية
العلاقات العراقية الليبية هي العلاقات الثنائية التي تجمع بين العراق وليبيا.

## مقارنة بين البلدين
هذه مقارنة عامة ومرجعية للدولتين:
| وجه المقارنة                                              | العراق                       | ليبيا                                       |
| --------------------------------------------------------- | ---------------------------- | ------------------------------------------- |
| المساحة (كم2)                                             | 437.07 ألف                   | 1.76 مليون                                  |
| عدد السكان (نسمة)                                         | 38.27 مليون                  | 6.37 مليون                                  |
| الكثافة السكانية (ن./كم²)                                 | 87.56                        | 3.62                                        |
| العاصمة                                                   | بغداد                        | طرابلس                                      |
| اللغة الرسمية                                             | اللغة العربية، اللغة الكردية | اللغة العربية، اللغة العربية الفصحى الحديثة |
| العملة                                                    | دينار عراقي                  | دينار ليبي                                  |
| الناتج المحلي الإجمالي (بليون دولار)                      | 197.72 مليار                 | 50.98 مليار                                 |
| الناتج المحلي الإجمالي (تعادل القوة الشرائية) بليون دولار | 560.73 مليار                 | 69.32 مليار                                 |
| الناتج المحلي الإجمالي الاسمي للفرد دولار أمريكي          | 4.94 ألف                     |                                             |
| الناتج المحلي الإجمالي للفرد دولار أمريكي                 | 15.06 ألف                    | 15.60 ألف                                   |
| مؤشر التنمية البشرية                                      | 0.654                        | 0.724                                       |
| رمز المكالمات الدولي                                      | +964                         | +218                                        |
| رمز الإنترنت                                              | .iq                          | .ly                                         |
| المنطقة الزمنية                                           | ت ع م+03:00، ت ع م+04:00     | ت ع م+02:00، توقيت شرق أوروبا               |

## منظمات دولية مشتركة
يشترك البلدان في عضوية مجموعة من المنظمات الدولية، منها:
| علم المنظمة | اسم المنظمة                                 | تاريخ انضمام العراق | تاريخ انضمام ليبيا |
| ----------- | ------------------------------------------- | ------------------- | ------------------ |
|             | الاتحاد الدولي للاتصالات                    | 12 نوفمبر 1928      | 3 فبراير 1953      |
|             | منظمة التعاون الإسلامي                      | ?                   | ?                  |
|             | جامعة الدول العربية                         | 22 مارس 1945        | 28 مارس 1953       |
|             | مؤسسة التنمية الدولية                       | 29 ديسمبر 1960      | 1 أغسطس 1961       |
|             | منظمة حظر الأسلحة الكيميائية                | ?                   | ?                  |
|             | يونسكو                                      | 21 أكتوبر 1948      | 27 يونيو 1953      |
|             | الأمم المتحدة                               | 21 ديسمبر 1945      | 14 ديسمبر 1955     |
|             | وكالة ضمان الاستثمار متعدد الأطراف          | 6 أكتوبر 2008       | 5 أبريل 1993       |
|             | مؤسسة التمويل الدولية                       | 27 ديسمبر 1956      | 18 سبتمبر 1958     |
|             | المصرف العربي للتنمية الاقتصادية في أفريقيا | ?                   | ?                  |
|             | البنك الدولي للإنشاء والتعمير               | 27 ديسمبر 1945      | 17 سبتمبر 1958     |
|             | صندوق النقد العربي                          | ?                   | ?                  |
|             | الاتحاد البريدي العالمي                     | ?                   | ?                  |
|             | منظمة الشرطة الجنائية الدولية               | ?                   | ?                  |
|             | الصندوق العربي للإنماء الاقتصادي والاجتماعي | ?                   | ?                  |

## وصلات خارجية
- موقع وزارة الخارجية العراقية
- موقع وزارة الخارجية الليبية